# Forum régional de l'ASEAN

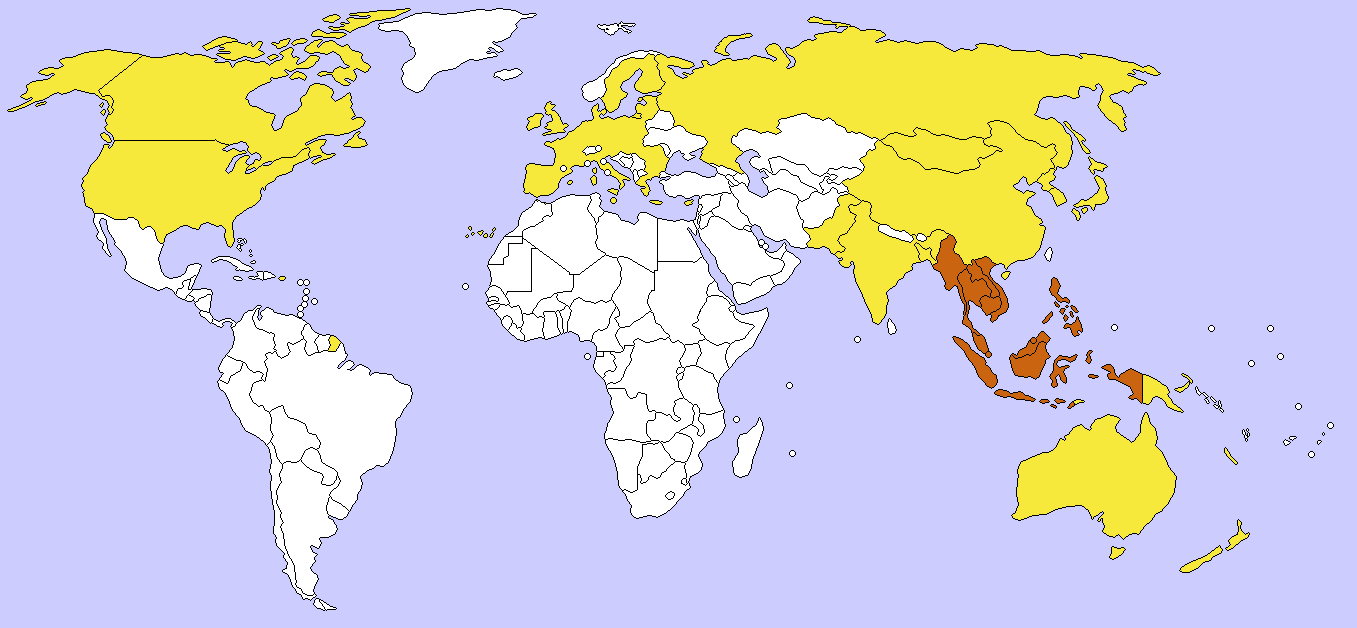
ASEAN Regional Forum:
Membres de l'ASEAN
Autres participants de l'ASEAN Regional Forum

Le forum régional de l'ASEAN (en anglais : ASEAN Regional Forum, ARF) est le premier grand forum multilatéral de la région Asie-Pacifique pour des consultations officielles sur les questions de sécurité. Initié en 1993 par l'ASEAN, il regroupe désormais 27 membres.
La première rencontre de l'ARF s'est tenue en 1994. Outre les dix États membres de l'Association des nations de l'Asie du Sud-Est, l'ARF comprend également les membres suivants:
- Australie
- Bangladesh
- Canada
- Chine
- Corée du Nord
- Corée du Sud
- États-Unis
- Inde
- Japon
- Mongolie
- Nouvelle-Zélande
- Pakistan
- Papouasie-Nouvelle-Guinée
- Russie
- Sri Lanka
- Timor oriental
- Union européenne